# Абісопелагіаль

Діаграма глибинних шарів пелагіалі

Абісопелагіа́ль (абісальна пелагіаль) або афоти́чна зо́на — глибинний шар пелагіалі. Займає близько 80 % морського дна й основну товщу морської води, значно перевищуючи за площею неритову область, а за обсягом освітлену пелагіаль. При цьому безсумнівно абісальний бентос є похідним від бентосу освітленої області океану, а населення абісальної пелагіалі походить від мешканців освітленої пелагіалі. Поряд з відсутністю світла на доборі глибоководних форм позначаються високий тиск і низькі температури, характерні для глибин, які утворюють тут песимальні умови існування.
Повна відсутність живих рослин в абісопелагіалі — причина відсутності в цій області океану рослиноїдних форм. З компонентів ланцюгів живлення тут є тільки консументи 2-го й 3-го порядків, тобто споживачі тваринної їжі, і редуценти — сапрофаги. Роль сапрофагів-детритоїдів в абісопелагіалі досить велика. Органічні залишки — рештки тварин, мертві рослини, у тому числі мертві особини фітопланктону, опускаються в абісаль із освітлених шарів океанічної пелагіалі. Із глибиною потужність цього потоку зменшується, оскільки мешканці менш глибоких шарів води перехоплюють його частину. Відсутність продуцентів і зменшення біомаси редуцентів-детритоїдів погіршує умови харчування на глибинах і призводить до зменшення загальної біомаси тваринного населення.
В абісопелагіалі спостерігається певна залежність біомаси й продукції від відповідних показників в освітленій частині пелагіалі: чим бідніше життям поверхневі освітлені води, тим бідніше життя в розташованих під ними ділянках абісопелагіалі. Найбільша своєрідність мешканців абісалі пов'язана з відсутністю світла.